# Washington Novaes

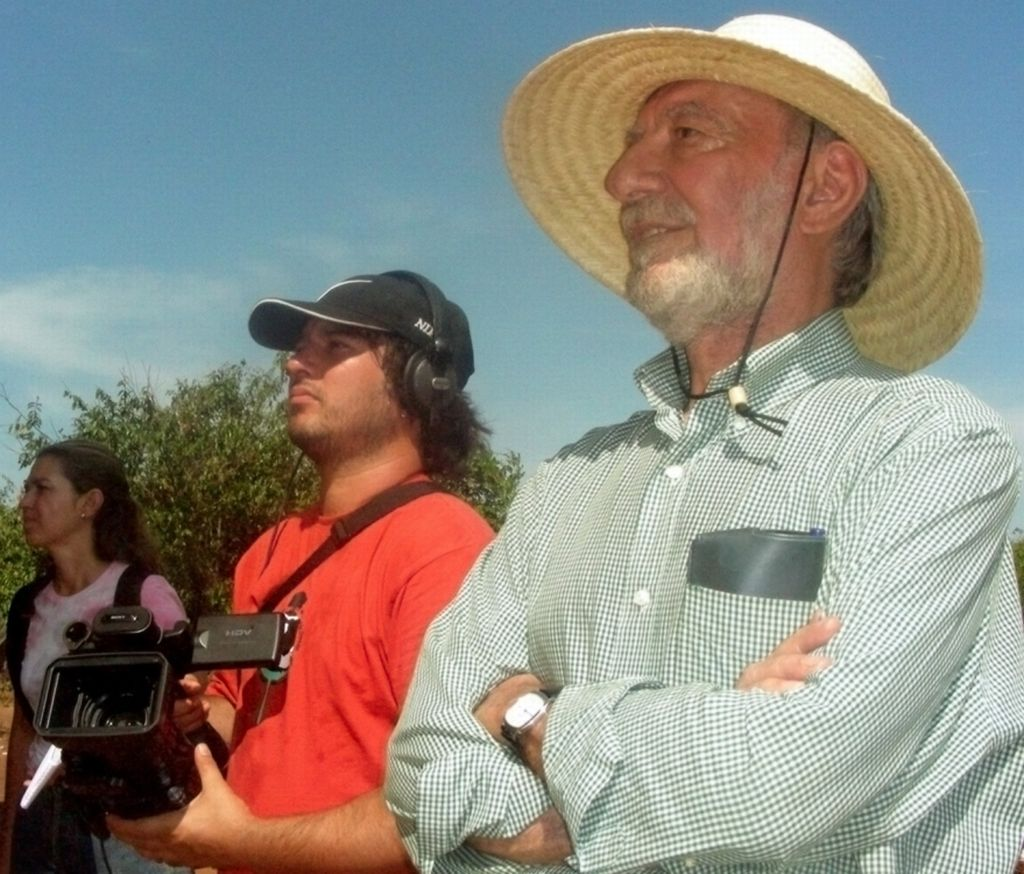
Novaes, a la izquierda, visitando una aldea indígena (foto: Pedro Biondi/ABr).

Washington Luís Rodrigues Novaes (Vargem Grande do Sul, Brasil, 3 de junio de 1934 - Aparecida de Goiânia, Brasil, 24 de agosto de 2020) fue un periodista brasileño que trataba con especial interés los temas del medio ambiente y las culturas indígenas. Fue columnista de los diarios O Estado de S. Paulo y O Popular, y director de programes de la cadena de la televisión pública TV Cultura. Uno de sus trabajos más recientes fue la realización de la serie de documentales Xingu - A Terra Ameaçada.

## Actividades
- Fue reportero, director, editor y columnista en varias de las principales publicaciones brasileñas: Veja, O Estado de S. Paulo, Folha de S. Paulo, Última Hora, Visão, Correio da Manhã, O Jornal, Gazeta Mercanti, entre otras[5]
- Director, editor y comentarista de algunas de las principales redes de televisión del país: Rede Globo,[5] TV Manchete, TV Rio, Rede Bandeirantes, TV Gazeta, entre otras
- Documentalista y productor independiente de televisión
- Secretario de Medio Ambiente, Ciencia y Tecnología del Distrito Federal, entre 1991 i 1992
- Asesor del Primer Informe de Brasil en la Convenció de la Diversidad Biológica, el Informe sobre Desarrollo Humano de la ONU, de 1996 a 1998, y sistematizador del Programa 21 brasileño.[5]
- Formó parte del reparto principal en el documental A carne é Fraca (La carne es débil), que trata sobre los derechos de los animales y su explotación como producto de alimentación, así como el impacto que representa para la salud del ser humano y el medio ambiente.

## Premios

### Nacionales
- Premio Golfinho de Ouro (1988), de la Secretaria de Cultura do Rio de Janeiro, por la obra en televisión
- Premio Esso Especial de Ecologia e Meio Ambiente (1992), por la serie de artículos sobre Eco-92 publicados en Jornal do Brasil
- Premio de la Cámara Americana de Comercio (2001) por el documental Biodiversidade – Primeiro Mundo É Aqui
- Premio Embratel (2003), pel documental A Década da Aflição, producido para TV Cultura de São Paulo
- Premio Professor Azevedo Netto (2004), conferido por la Associação Brasileira de Engenharia Sanitária e Ambiental

### Internacionales
- Medalla de plata al Festival de Cine y TV de Nueva York (1982), por la dirección del documental Amazonas, a pátria da água
- Medalla de oro al Festival Internacional de TV de Seúl, Corea del Sud (1985), por la serie Xingu - A Terra Mágica[3]
- Sala especial en la Bienal de Venecia (1986) por la serie "Xingu - A Terra Ameaçada"
- Medalla de oro al Festival de Cine y TV de La Habana (1990), por la serie Xingu - A Terra Mágica[3]
- Premio Rey de España de Prensa (1990), por la serie de artículos A Amazônia e o futuro da Humanidade
- Mejor Filme en la categoría de Educación Ambiental al VIII Festival Internacional de Cine y Vídeo de Ambiente, en la ciudad de Seia, Portugal, con el documental Primeiro Mundo é Aqui (2002)
- Premio Unesco de Medio Ambiente (2004)

## Libros publicados
- Xingu, uma flecha no coração, Editora Brasiliense (1985)
- A quem pertence a informação, Editora Vozes (1997, 3ª edició)
- Xingu, Edição Olivetti (1985)
- A Terra pede água, Edição Sematec (1992)
- A Década do Impasse, Editora Estação Liberdade (2002)

### Con otros autores
- Irã, a força de um povo e sua religião, Editora Expressão e Cultura (1979)
- TV ao Vivo, Editora Brasiliense (1988)
- Hélio Pellegrino – A-Deus, Editora Vozes (1989)
- Informação e Poder, Editora Record (1994)
- Índios no Brasil, Ministério da Educação e do Desporto (1994)
- Meio Ambiente no Século XXI, Editora Sextante (2003)
- Brasil em Questão – a Universidade e a Eleição Presidencial, Editora UNB (2003)
- Saúde nos Grandes Aglomerados Urbanos – Uma Visão Integrada, Organización Panamericana de la Salud y Organización Mundial de la Salud (2003)